# GlobalLogic
GlobalLogic — компанія з розробки програмного забезпечення. Має 30 тис. працівників у Австралії, Аргентині, Ізраїлі, Індії, Ірландії, Іспанії, Канаді, Колумбії, Мексиці, Німеччині, Перу, Польщі, Румунії, Словаччині, США, Україні, Уругваї, Хорватії, Чилі, Швеції, Японії. Головний офіс GlobalLogic знаходиться у Санта-Кларі (Каліфорнія, США). Компанія займається розробкою програмних продуктів у таких сферах як охорона здоров'я, автомобільна промисловість, телекомунікації, медіа, фінансові послуги, ритейл, безпека, будівництво, напівпровідники.

## Історія
Компанію засновано 2000 року зі штаб-квартирою у місті Вієнна, штат Вірджинія та інжиніринговим центром у місті Нойда, Індія. Компанія, що раніше була відома як Indus Logic, змінила своє ім'я на GlobalLogic у 2006 році. Того ж року компанія GlobalLogic поглинає компанію Bonus Technology Inc. зі штаб-квартирою у Нью-Джерсі та інжиніринговим центром у місті Києві, Україна.
У лютому 2008 року GlobalLogic поглинає компанію Validio Software, яку було засновано у 1992 році в Харкові. Це була одна із перших компаній в Україні, що спеціалізувалася на офшорному програмуванні. А жовтні 2008 року GlobalLogic оголосила про злиття з InterObject (Ізраїль) — софтверною компанією в галузі розробки програмного забезпечення для інтегральних систем та потокових мультимедіа.
Наприкінці 2013 року інвестиційний фонд Apax Partners купив компанію GlobalLogic за 420 мільйонів доларів. На початку 2018 року фонд продав 48 % акцій Канадському інвестиційному пенсійному фонду (CPP Investments), сума угоди не розголошується. У травні 2018 року Apax Partners продав ще одну частину акцій, 48 %, швейцарській інвестиційній компанії Partners Group. Загальна оцінка компанії на підписання угоди склала понад 2 млрд доларів.
В січні 2019 року компанія перейшла до консолідованої стратегії ведення бізнесу, зокрема, було консолідовано бізнес у регіоні Центральної та Східної Європи, яку очолив українець Ігор Бєда.
31 березня 2021 року компанія Hitachi оголосила, що придбає GlobalLogic Inc за 9,6 млрд доларів. Процес придбання завершено 14 липня 2021 року.
GlobalLogic зберегла своє ім'я і бренд та стала незалежною дочірньою компанією у складі Hitachi.
1 жовтня 2022 року на посаду Президента та Генерального директора (CEO) GlobalLogic призначено Нітеша Бангу. На цій посаді він замінив Шашанка Саманта, який був Генеральним директором GlobalLogic з 2012 року.
Також у жовтні 2022 року GlobalLogic перетнула позначку у 28 000 спеціалістів у світі та відкрила офіси у Мексиці.
У листопаді 2022 року GlobalLogic оголосила про відкриття офісу в Румунії у місті Бухарест та придбання румунської компанії з розробки програмного забезпечення — Fortech.
На початку 2023 року GlobalLogic оголосила про придбання Hexacta — пан-латиноамериканської компанії цифрової інженерії та обробки даних. Hexacta об'єднує 800 співробітників у 10 центрах в Аргентині, Колумбії, Перу, Сполучених Штатах і Уругваї. Придбання буде завершено до кінця першого кварталу 2023 року.
Також компанія озвучила наміри відкрити центри розробки в Іспанії. Для своєї діяльності в Іспанії GlobalLogic розглядає Валенсію та Малагу для запуску у 2023 році, а також Мадрид і Таррагону в більш довгостроковій перспективі. Компанія передбачає створення від 2500 до 3000 робочих місць в Іспанії протягом наступних трьох років.
Влітку 2023 GlobalLogic придбали Sidero, компанію з розробки програмного забезпечення в Ірландії. Умови угоди не розголошуються. Згідно з домовленостями Sidero продовжить працювати в поточному складі як дочірня компанія GlobalLogic. Остаточне завершення угоди заплановане до кінця 2023 року.

## Клієнти
GlobalLogic має понад 500 клієнтів з різних галузей економіки, зокрема автомобілебудування, телекомунікацій, медіа, охорони здоров'я, роздрібної торгівлі тощо.
- Avid Technology — виробник рішень для створення та поширення цифрових медіа. Інженери GlobalLogic залучені до розробки, підтримки та обслуговування більшості продуктових лінійок Avid[25]
- BMC Software — міжнародна-компанія, що створює рішення для управління корпоративною ІТ-інфраструктурою[26][27].
- Cambium Networks — компанія, що створює рішення для швидкісної передачі даних на далекі відстані[28][29].
- Harmonic — міжнародний виробник рішень для телеком-операторів та трансляторів мультимедійного контенту[30].
- McDonald's[31].
- The Economist[32]
- Stellantis — транснаціональна корпорація, яка займається автомобільним машинобудуванням. 21 лютого 2023 року компанії GlobalLogic та Stellantis відкрили спільний інженерний центр з розробки програмного забезпечення для автомобілів[33].
- Volvo Cars — міжнародна автомобілебудівна компанія, виробник легкових автомобілів марки Volvo[34].

## GlobalLogic Україна
Український підрозділ GlobalLogic (англ. GlobalLogic Ukraine) має офіси в Києві, Харкові, Львові, Миколаєві, співпрацює майже з 7000 розробниками в Україні. За даними щопіврічного рейтингу ДОУ «ТОП-50», GlobalLogic з 2019 року входить до трійки найбільших ІТ-компаній України.
За період із 2009 по 2020 роки GlobalLogic в Україні зросла із 1229 спеціалістів до понад 4800. У 2020 році компанія GlobalLogic в Києві перетнула позначку у 2 500 фахівців, у Львові — 1 200 осіб, у Харкові — більш ніж 1 000 інженерів. Також восени 2018 року компанія відкрила другий офіс у Львові. Входить до ТОП-3 найбільших ІТ-компаній в Україні.
У серпні 2020 року компанія GlobalLogic стала третьою ІТ-компанією в Україні, яка перетнула позначку в 5000 спеціалістів та продовжила зростання навіть під час повномасштабної війни в Україні у 2022 році. За результатами 2022 року кількість спеціалістів, з якими співпрацює компанія в Україні зменшилося на 444 людини та становить 6935. В компанії пов'язують це з вимушеною релокацією спеціалістів до офісів GlobalLogic за межі України.
GlobalLogic Ukraine увійшла до списку 50 найбільших експортерів України у 2022 році за версією журналу Forbes Ukraine. Протягом року компанія експортувала послуги з розробки програмного забезпечення на суму 356 млн доларів. Компанія увійшла в топ-200 найбільших приватних компаній за виторгом 2022 року згідно рейтингу Forbes.
Станом на осінь 2023 року, згідно з повідомленням IT-компанії GlobalLogic, в Україні працюють 10 мініофісів, які компанія відкрила в центральних і західних регіонах України протягом минулого року, а саме: в Івано-Франківську (2 офіси), Вінниці, Рівному, Тернополі, Ужгороді, Хмельницькому. Також відкрито нові локації: Чернівці, Полтава та Дніпро. Відкриття нового мініофісу також заплановано в м. Одесі.

## GlobalLogic Education
В рамках співпраці з вищими навчальними закладами GlobalLogic було підписано договори про стратегічно співробітництво з 26 ВНЗ Києва, Львова, Харкова та Миколаєва, було відкрито чотири лабораторії: у Львівській політехніці, Харківському університеті радіоелектроніки, КПІ та у КНУ ім. Шевченка.

## Інше
2019 року компанія запустила застосунок EcoHike, призначений для мотивації людей прибирати сміття в горах. У липні 2020 у Львові за підтримки Львівської міської ради 150 активістів прибрали понад 100 гектарів парку, використовуючи застосунок. 19 вересня 2020 EcoHike було використано як один з інструментів всесвітньої екологічної ініціативи World Clean Up Day, у якій взяли участь понад 50 000українців.
Влітку 2020 року було проведено спільну акцію з Благодійним фондом «Крона», в рамках якої компанією GlobalLogic та її консультантами було зібрано понад 100 000 грн.
GlobalLogic було названо серед 10 найпривабливіших роботодавців на думку студентів за результатами  Best Employer Survey 2019 від EY.
У квітні 2020 року компанія GlobalLogic отримала звання найкращого роботодавця у сфері IT за результатами другого дослідження бренду роботодавця Randstad Employer Brand Research, Україна — 2020.
GlobalLogic в Україні увійшла до списку 50 найкращих роботодавців (січень-лютий 2021 року) та списку стійких приватних компаній України журналу Forbes Ukraine (листопад 2022 року).
В грудні 2022 року інженери компанії виконали різдвяну колядку «Щедрик» на Центральному Вокзалі у Києві, завдяки обладнанню, яке розробляють самі інженери. Ініціатива покликана відзначити внесок української інженерії у світові технології та нагадати світовій спільноті про українське походження «Carol of The Bells».
В грудні 2023 року фахівці GlobalLogic ініціювали та підтримали донат у 6 млн гривень на протезування українських військових. Допомога передана Superhumans, центру протезування, реконструктивної хірургії та реабілітації постраждалих від війни.